# Fortaleza de São João Batista de Ajudá
A Fortaleza de São João Baptista de Ajudá, também conhecida como Feitoria de Ajudá ou simplesmente Ajudá, localiza-se na cidade de Ajudá, na costa ocidental africana, atual República de Benim.

## História

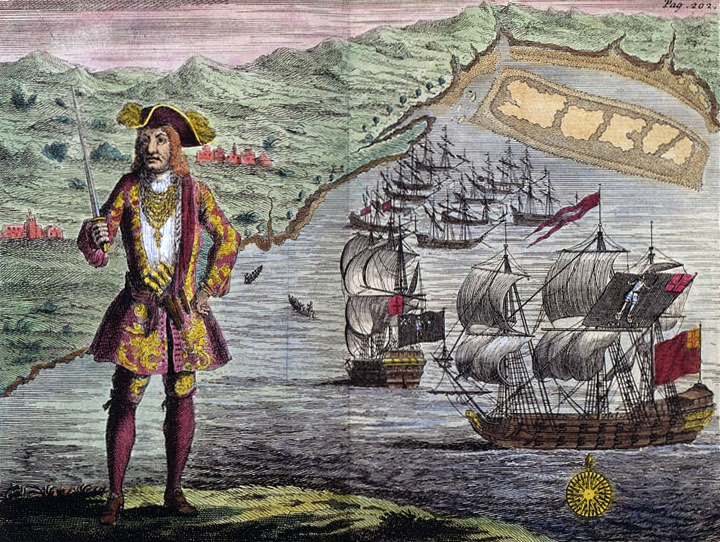
Bartholomew Roberts captura embarcações no porto de Ajudá (1722)

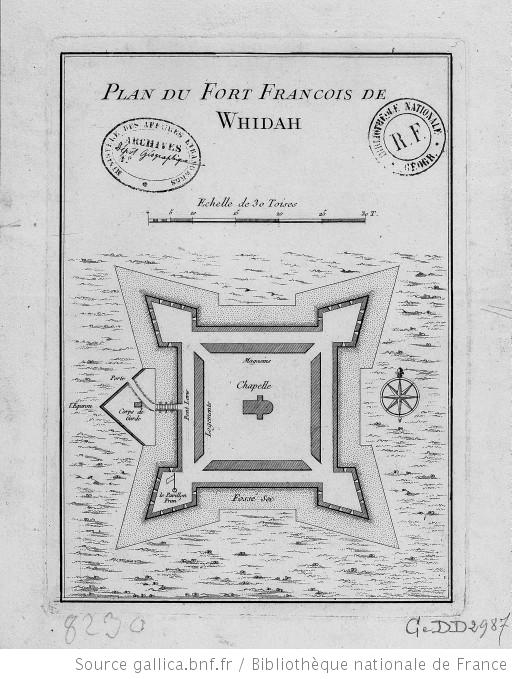
Planta do forte francês de Ajudá (1747)

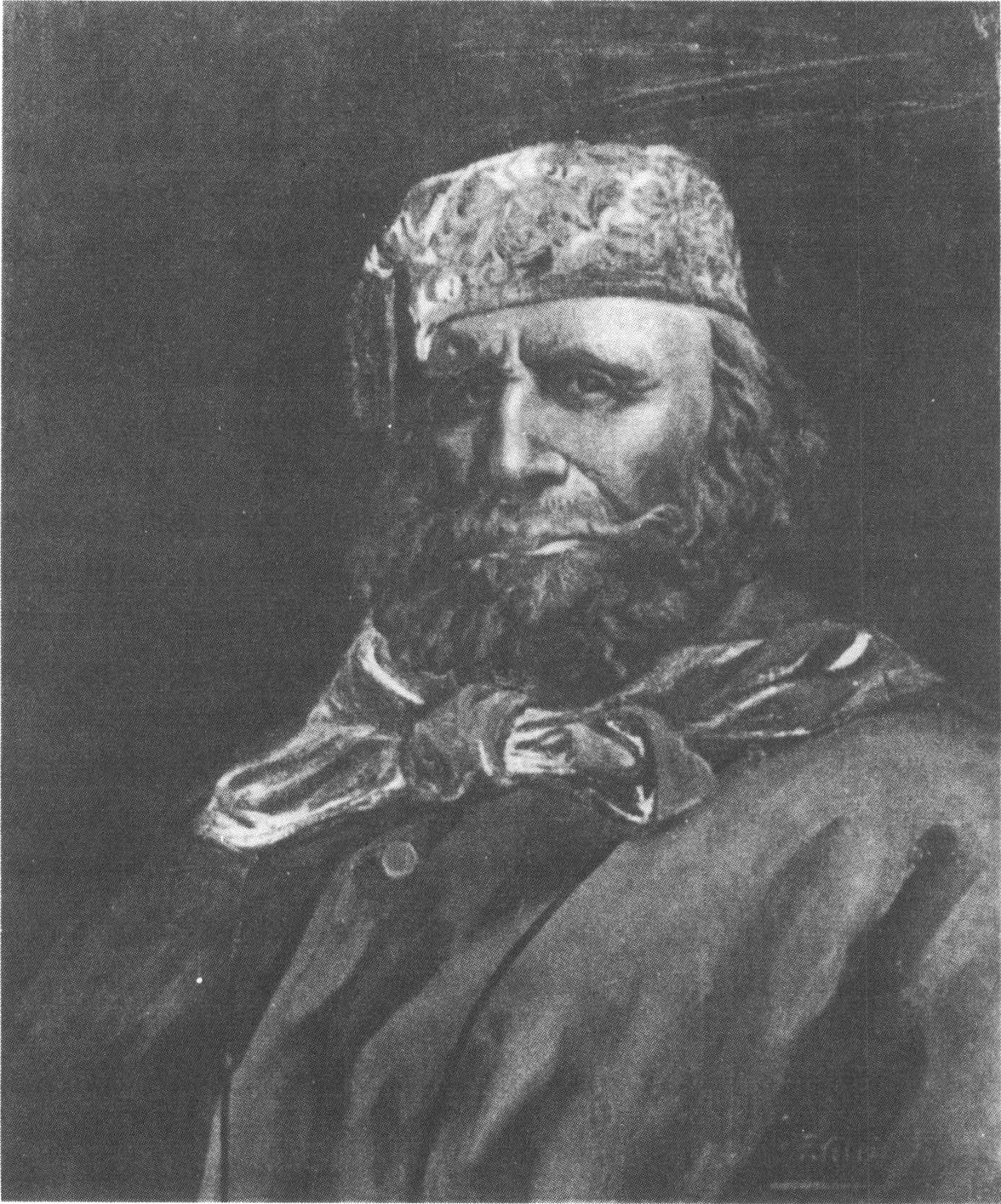
Francisco Félix de Sousa (antes de 1849)

Construído em 1721, foi o último dos três fortes europeus construídos naquela cidade para explorar o tráfico de escravos da Costa dos Escravos. Após a abolição legal do tráfico de escravos no início do século XIX, o forte português permaneceu abandonado a maior parte do tempo até ser definitivamente reocupado em 1865.
No rescaldo da criação da colónia francesa do Daomé na década de 1890, as autoridades francesas, perante a inflexível insistência de Portugal, reconheceram a soberania portuguesa sobre o forte. Até 1911, o forte foi guarnecido por um pequeno destacamento de tropas portuguesas de São Tomé e Príncipe. Depois disso, apenas o residente (governador), o seu assistente e as respetivas famílias habitaram o forte. A soberania portuguesa sobre o minúsculo enclave, inteiramente cercado pelo Daomé francês, manteve-se até as autoridades da recém-independente República do Daomé (atual Benim) emitirem um ultimato com vista ao seu abandono por Portugal, que ocorreu efetivamente em agosto de 1961. Até então, o enclave formara o que se podia chamar uma singularidade internacional.
Hoje, o forte faz parte do Museu de História de Ajudá.
A edição de 1958 do Guinness World Records afirmava: «A menor colónia do mundo é um enclave português no território francês do Daomé, na África Ocidental, constituído pelo Forte de São João Batista (São João Baptista de Ajudá), cuja ocupação decorre desde 1680. É guarnecido por um oficial e alguns homens.»